# Saltcoats, Saskatchewan
Saltcoats är en ort i Kanada.   Den ligger i provinsen Saskatchewan, i den sydöstra delen av landet, 2 000 km väster om huvudstaden Ottawa. Saltcoats ligger 526 meter över havet och antalet invånare är 474. Den ligger vid sjöarna  Adams Lake och Kirkham Lake.
Terrängen runt Saltcoats är mycket platt. Trakten runt Saltcoats är nära nog obefolkad, med mindre än två invånare per kvadratkilometer.. 
Trakten runt Saltcoats består till största delen av jordbruksmark.